# Центр мого світу
«Центр мого світу» (нім. Die Mitte der Welt) — романтична драма про дорослішання 2016 року режисера Якоба М. Ерви, заснована на романі-бестселері «Середина світу» Андреаса Штайнгефеля (1998).

## У ролях
- Луї Гофман — Філ
- Сабіна Тімотео — Гласс
- Яннік Шуманн — Ніколас
- Ада Філін Стаппенбек — Діанна
- Свенья Юнг — Кет
- Саша Александр Гершак — Майкл
- Інка Фрідріх — Тереза
- Ніна Пролл — Паскаль
- Томас Горіцкі — гер Генель, учитель
- Клеменс Ребейн — Кайл